# Krim-karaittere
Krim-karaitter (krim-karaim: (ental) къарай (tr. qaray), (flertal) къарайлар (tr. qaraylar); trakai-karaim: (ental) karaj, (flertal) karajlar, hebraisk: קָרָאִים (tr. qara'im), dansk: "læsere"), også kendt som karaim og qarayer, er et trossamfund af etnisk tyrkiske tilhængere af karaitisk jødedom i Østeuropa. "Qaray" er det latinske alfabets stavemåde af karaim-navnet, "къарай", mens "karaim" er det russiske, ukrainske, litauiske og polske navn for trossamfundet. Fra oprindeligt at have været centreret på Krim etablerede karaitterne samfund i Litauen og andre steder i Europa fra slutningen af middelalderen.
Navnet "Krim-karaitter" er ofte blevet betragtet som lidt misvisende, da mange grene af dette trossamfundet har fundet vej til andre steder i Europa og Mellemøsten. Historikere skelner mellem karaitiske jøder og jøder, der blot forlod Levanten, før kanoniseringen af Talmud og derfor ikke havde nogen måde at være rabbinske jøder på. Uanset om de nedstammer fra de ikke-rabbinske sekter fra Det Andet Tempels periode eller fra rabbinske familier, der gjorde oprør mod talmud-reglerne, opstod disse samfund i, hvad der i dag er Iran.
Som tiden gik, blev nogle af disse samfund spredt over hele regionen, herunder Krim. Ikke desto mindre anvendes navnet "Krim-karaitter" om det tyrkisk-talende karait-samfund, der opstod på Krim, for at skelne dem fra de aramæiske, hebraiske og arabisk-talende karaitter fra Levanten, Anatolien og Mellemøsten, og for skelne mellem de tyrkiske etniske grupper og trosretninger.

## Sprog
Karaim er et kiptsjakisk tyrkisk sprog, der er nært beslægtet med krimtatarisk og armeno-kiptsjakisk. Blandt de mange forskellige påvirkninger af karaim var de arabiske, hebraiske og persiske de første til at bidrage til udformningen af karaims ordforråd. I senere perioder med betydelig polsk, russisk og ukrainsk indflydelse kom mange slaviske og baltiske ord ind i sproget fra polsk, litauisk, ukrainsk og russisk. Hebraisk forblev i brug til liturgiske formål. Efter den osmanniske besættelse af Krim blev tyrkisk brugt i erhvervslivet og til offentlige formål blandt karaitter, der levede på Krim-halvøen. Der findes tre forskellige dialekter: Troki-dialekten, der anvendes i Trakai og Vilnius (Litauen), Lutsk- eller Halytj-dialekten, der tales i Lutsk (indtil 2. verdenskrig) og Halytj, og Krim-dialekten. Den sidste udgør den østlige gruppe, mens Troki- og Halytj-karaim hører til den vestlige gruppe.

## Oprindelse og etnisk identitet
Tyrkisk-talende karaitter (på krimtatarisk: qaraylar) har boet på Krim i århundreder. Der hersker stor uenighed om deres oprindelse. Nogle betragter dem som efterkommere af karaitiske jøder, som slog sig ned på Krim og antog en form af kiptjakkisk. Andre ser dem som efterkommere af khazarer eller kiptjakker, der konverterede til karait-jødedommen. I dag benægter mange Krim-karaitter israelitisk oprindelse og betragter sig selv som efterkommere af khazarer.  Den almindelige opfattelse blandt historikere er imidlertid, at khazarernes tora-religion var talmudisk jødedom.
Nogle moderne karaitter søger at distancere sig fra at blive identificeret som jøder og understreger, hvad de betragter som deres tyrkiske arv og anser sig for tyrkiske udøvere af den "mosaiske religion", adskilt og forskellig fra jødedommen. På den anden side hævder mange forskere, at fænomenet at påberåbe sig en særskilt identitet forskellig fra det jødiske folk synes at være opstået under indflydelse af ledere som Avraham Firkovitj og Sima Babovitj som et middel til at undslippe antisemitisme. Desuden tyder karait-arbejder skrevet før dette tidspunkt kraftigt på, at Krim-karaitter anså sig selv for jøder.
En genetisk undersøgelse fandt, at Krim-karaitter meget aner fra Mellemøsten, men ikke Centralasiatisk eller Nordasiatisk aner.
Uanset deres oprindelse var de fra den Gyldne Hordes tid og frem bosat i mange byer og landsbyer på Krim og omkring Sortehavet. Under Krim-khanatet fandtes der større samfund i byerne Çufut Qale, Sudak, Kefe og Bağçasaray (Bakhtjisaraj).
Mange karaitter var bønder. Medlemmer af trossamfundet gjorde tjeneste i Storfyrstendømmet Litauens og Krim-khanatets væbnede styrker.

## Karaitter i Litauen
I 1392 Storfyrst Vytautas af Litauen flyttede en gruppe Krim-karaitter til Litauen, hvor de fortsatte med at tale deres eget sprog. De litauiske karaitter bosatte sig primært i Vilnius og Trakai samt i Birzai, Pasvalys, Naujamiestis og Upytė og i mindre bebyggelser i hele Det egentlige Litauen og områder i det moderne Hviderusland og Ukraine, som var en del af Storfyrstendømmet Litauen. Karaitter i Litauen fik et vist selvstyre.
Berømte karaitiske lærde i Litauen var blandt andre Isaac B. Abraham af Troki (1543-1598), Joseph ben Mordokaj Malinovski, Zera ben Nathan af Trakai, Salomon Ben Aharon af Trakai, Ezra ben Nissan (døde i 1666) og Josiah ben Juda (døde efter 1658). Nogle karaitter blev ganske velhavende.
Under Den polsk-litauiske realunion led karaitterne hårdt under Khmelnytsky-opstanden i 1648 og krigene mellem Rusland og Polen i årene 1654-1667, hvor mange byer blev plyndret og brændt, herunder Trakai, hvor der i 1680 kun var 30 familier tilbage. Katolske missionærer gjorde omfattende forsøg på at omvende de lokale karaitter til kristendommen, men i sidste ende var det stort set mislykket. Det lokale karait-samfund eksisterer stadig i Litauen, hvor de blandt andet bor i Panevėžys og Trakai samt i Polen. En folketælling i 1979 opgjorde 3.300 karaitter. Det litauiske karait-kulturfællesskab blev grundlagt i 1988.
Ifølge den litauiske karait-hjemmeside gennemførte Litauens Statistiske Institut en etno-statistisk undersøgelse af karaitter i Litauen i 1997, hvor man interviewede alle alle voksne karaitter og blandede familier, hvor et medlem var karait. Undersøgelsen afslørede, at der i 1997 var 257 indbyggere af karaitisk nationalitet, heraf 32 børn under 16 år.